# Neue Gemeindelieder
Neue Gemeindelieder (abgekürzt NGL) ist der Titel eines Kirchengesangbuchs, das vor allem in den Gottesdiensten und Zusammenkünften der Gemeinden des Bundes Evangelisch-Freikirchlicher Gemeinden als eine die Gemeindelieder ergänzende Liedersammlung im Zeitraum 1993 bis 2003 genutzt wurde. In Gemeindekreisen wurde es wegen seiner Einbandfarbe auch kurz das Blaue genannt, während das Hauptgesangbuch Gemeindelieder als das Rote bezeichnet wurde.  Mit der Einführung des neuen freikirchlichen Gesangbuches Feiern & Loben, in dem viele Lieder der Neuen Gemeindelieder Aufnahme fanden, verlor es zunehmend an Bedeutung.

## Umfang, Inhalt und Gliederung
Die Neuen Gemeindelieder präsentieren 161 Lieder. Die Texte, insbesondere deren Übersetzungen ins Deutsche sowie deren Melodien und Sätze, entstammen überwiegend dem 20. Jahrhundert. Neben einigen Liedern der Erweckungsbewegung fanden vor allem Lieder des charismatischen Aufbruchs, der evangelikalen Bewegung und aus kommunitären Lebensgemeinschaften Aufnahme in diese Liedersammlung.
Zu den bekannten freikirchlichen Textdichtern und Komponisten, deren Liedgut in das Gesangbuch Neue Gemeindelieder aufgenommen worden ist, gehören unter anderem Günter Balders, Klaus und Hella Heizmann, Wiard Popkes, Paul Ernst Ruppel, Hartmut Stiegler sowie Peter Strauch und Jörg Swoboda.
Die Gliederung orientiert sich hauptsächlich an der gottesdienstlichen Praxis. Im ersten Teil (30 Lieder) geht es um die Anbetung Gottes. Der zweite Teil (20 Lieder) beschäftigt sich mit Lob und Dank. Teil 3 (9 Lieder) und 4 (9 Lieder) sind der Fürbitte und dem Wort Gottes gewidmet. Vier Lieder beziehen sich auf das Abendmahl und fünf Gesänge auf die Themenfelder Gemeinde und Gemeinschaft. Der Ruf zum Glauben ist Thema von 19 Liedern. Um Bekenntnis, Nachfolge und Vertrauen zu Jesus Christus geht es in 45 Liedern. Acht Lieder beschäftigen sich mit den Tageszeiten Morgen und Abend und acht Lieder mit dem Segen.

## Liedauswahl und Bearbeitung
An der Liedauswahl und deren Bearbeitung maßgeblich mitgewirkt haben Günter Balders, Hymnologe und Professor für Kirchengeschichte am Theologischen Seminar des Bundes Evangelisch-Freikirchlicher Gemeinden, Hartmut Stiegler und Wolfgang Bauer.